# يوريكو فتشيزاكي
يوريكو فُتشيزاكي (渕崎ゆり子 فُتشيزاكي يوريكو) هي ممثلة يابانية ولدت في 5 ديسمبر 1968 في طوكيو.

## أدوارها في الأنمي

### مسلسلات أنمي تلفزيونية
- حرب ساكورا - لي كوران
- سابق ولاحق - لاحق
- غوست سويبر ميكامي - تشيهو
- فروتس باسكت - هيرو سوما
- شامان كينج - ميلوس
- جانسلينجر جيرل - باتريتزيا
- روروني كينشين - ساغارا سانوسكي (أيام الطفولة)
- أوتينا فتاة الثورة - أنثي هيميميا

### أوفا أنمي
- غنباستر  [لغات أخرى]‏ - كيميكو هيغوتشي، تاكامي أكاي

### أفلام أنمي
- أكيرا - كاوري

## أدوارها في ألعاب الفيديو
- سلسلة ألعاب حرب ساكورا - لي كوران

## وصلات خارجية
- يوريكو فتشيزاكي على موقع IMDb (الإنجليزية)
- يوريكو فتشيزاكي على موقع ميوزك برينز (الإنجليزية)
- يوريكو فتشيزاكي على موقع أول موفي (الإنجليزية)
- يوريكو فتشيزاكي على موقع قاعدة بيانات الأفلام السويدية (السويدية)
- يوريكو فتشيزاكي على موقع قاعدة بيانات الفيلم (الإنجليزية)
- يوريكو فتشيزاكي على موقع كينوبويسك (الروسية)
- يوريكو فتشيزاكي على موقع ANN person (الإنجليزية)